# الرقامي عبد الله (بعدان)

تعديل مصدري - تعديل

الرقامي عبد الله هي إحدى قرى عزلة الدعيس بمديرية بعدان التابعة لمحافظة إب، بلغ تعداد سكانها 406 نسمة حسب تعداد اليمن لعام 2004.